# 横山久芳
横山 久芳（よこやま ひさよし、1975年2月 - ）は、日本の法学者。学習院大学法学部教授。和歌山県出身。

## 人物
1997年、東京大学法学部卒業。1999年、東京大学大学院法学政治学研究科修士課程（専修コース）修了後、東京大学助手を経て2002年に学習院大学助教授。
知的財産法を専攻。主な研究分野として、特許法における職務発明の在り方と著作権の保護期間が挙げられる。

## 著書・論文

### 著書
- 知的財産法判例集（有斐閣、2005年、共著）
- 著作権法入門（有斐閣、2009年、共著）

### 論文
- ミッキーマウス訴訟がもたらしたもの‐著作権保護期間延長立法の合憲性（ジュリスト、1244号）
- 著作権保護期間延長立法と表現の自由に関する一考察 -アメリカのCTEA憲法訴訟を素材として-（学習院大学法学雑誌、39巻2号）
- 職務発明をめぐる最近の動向について（日本労働研究雑誌2005年8月号）